# Tagoropsis monsarrati
Tagoropsis monsarrati är en fjärilsart som beskrevs av Griveaud 1968. Tagoropsis monsarrati ingår i släktet Tagoropsis och familjen påfågelsspinnare. Inga underarter finns listade i Catalogue of Life.